# 衛武營國家藝術文化中心
衛武營國家藝術文化中心（英語：   Weiwuying） 全銜國家表演藝術中心衛武營國家藝術文化中心。位於臺灣高雄市鳳山區，衛武營都會公園東北側。是臺灣規模最大的文化設施、全球最大單一屋頂綜合劇院，也是南臺灣第一座國家級表演藝術場館，由衛武營藝術文化中心籌備處負責籌備規劃興建，完工後納入國家表演藝術中心，成為該中心轄下場館。
主體建築由荷蘭建築師法蘭馨·侯班設計，包含四個室內表演廳院，分別為2236席座位的歌劇院、1981席座位的音樂廳、1209席座位的戲劇院與434席座位的表演廳，南側設有戶外劇場與都會公園中央草坪連結，可容納3萬人欣賞戶外演出活動。音樂廳設置擁有9085支發音管的管風琴，是亞洲規模最大的管風琴，由德國克萊斯公司打造。其被英國衛報讚譽為「有著史詩般場景的地表最強藝文中心」。

## 大事紀
衛武營原為中華民國陸軍設在南臺灣的新兵訓練中心之一，自1979年裁定不再作為軍事用途後，營區單位開始相繼遷出。在2003年，由行政院策劃該地區以都會公園、藝術中心與特定商業區三體共構的方式重新開發，藝術中心則成為新十大建設的一環。
整個園區66.6公頃，衛武營藝術文化中心涵蓋其中的10公頃。2006年3月15日，行政院文化建設委員會（今文化部）宣布成立衛武營藝術文化中心籌備處 ，並開始進行籌建計畫。2007年3月，由法蘭馨·侯班所領銜的Mecanoo建築事務所獲得國際競圖首獎並取得設計監造權，於2010年4月開工興建。
2014年4月2日，國家表演藝術文化中心正式成立，其於2015年1月設立「衛武營營運推動小組」，進行正式開館啟用前的軟硬體相關整備優化工作，以順利銜接場館營運。籌建工程於2017年10月底申報竣工，文化部於2018年9月10日將場館移交予國家表演藝術中心，衛武營國家藝術文化中心正式成立。
2018年10月13日以音樂會形式舉行啟用典禮，衛武營國家藝術文化中心正式開幕。

## 建築與場館

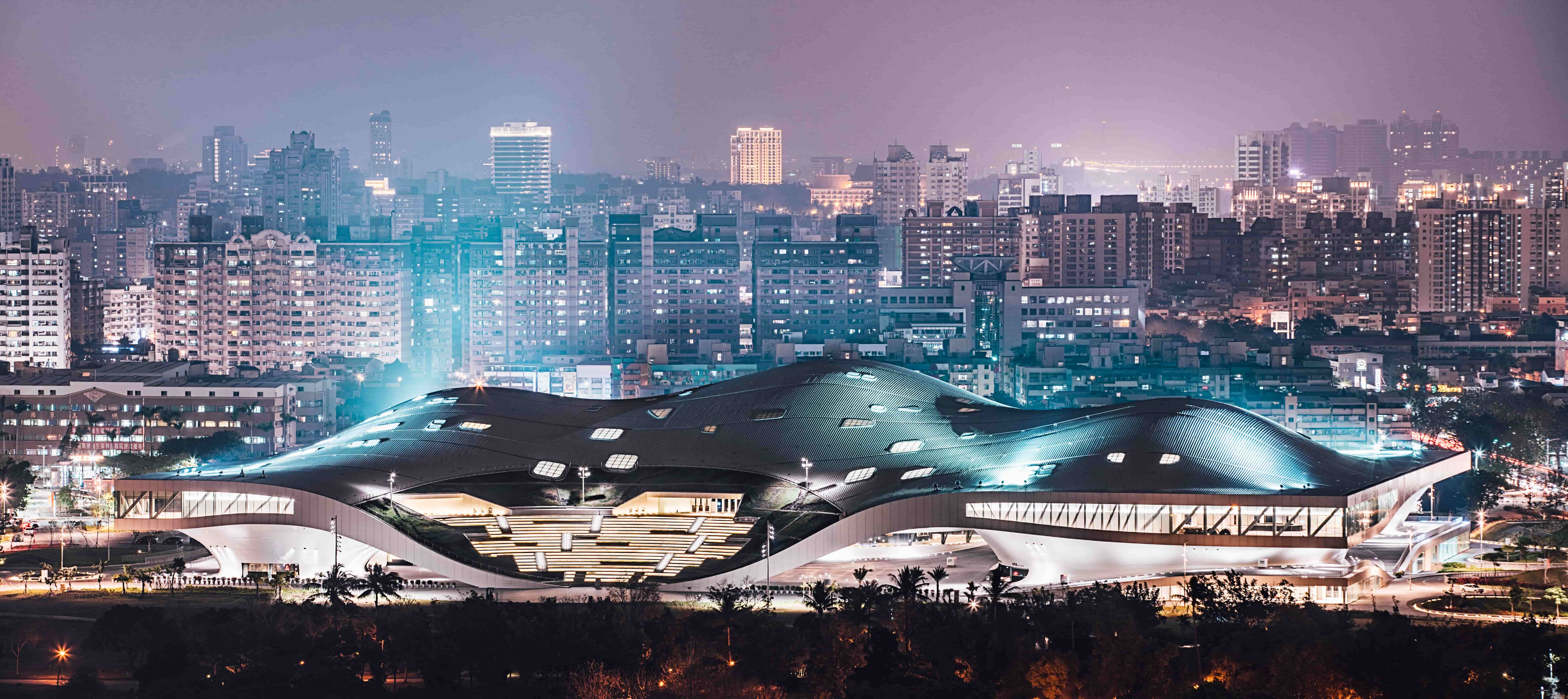
衛武營國家藝術文化中心夜景

基地面積9.9公頃，建物面積3.3公頃，音波式的流線外型與白色波浪的曲線，以流暢的弧度滑入地面，與週遭環境巧妙結合；建築師法蘭馨·侯班以衛武營老榕樹群的設計，整棟建築物讓民眾能從四面八方進入場館，開啟建築師賦予衛武營具穿透感與呼吸節奏的想像，屋頂有35,000平方公尺大的曲面屋頂，使用了4,500片鋁合金板組裝而成，這讓它成為全球單一屋頂下最大的綜合型表演場地。為了符合廳院聲學需求，結構工程同時使用鋼筋混凝土、鋼構、鋼骨鋼筋混凝土三種結構，這是一般建築案非常少見的。內部主體牆面皆為鋼表皮曲面，從地面到天花板不分邊界融為一體。鋼表皮工程更是活用了「船體技術建築化」的重要案例，加上高雄是港都，造船業本來就經常使用鋼板做為包裹大型郵輪的皮殼，因此善用造船工藝結合國外精密建材加工，將彎曲鋼板拼接出的建築「肌膚」，總計使用了2,320片的「鋼板單元」打造出如樹洞般不規則的銀白色洞窟，總面積23,000平方公尺，相當於55座標準籃球場，規模驚人。 場館建築內由榕樹廣場串聯起四座表演廳院與戶外劇場。

### 歌劇院
座位2236席。主要作為歌劇、大型戲劇、舞蹈及跨領域等表演型式的大型舞台，規模為全臺灣最大。舞台的機械設備完全自動化，整體由荷蘭劇場顧問設計規劃，由奧地利廠商Waagner-Biro進行施工及安裝，是全臺灣首座以大型電腦輔助運作的歌劇院，同時設有左、右舞台，還有地下層的佈景組裝區，能完成快速換幕，還可以與後方旋轉舞台搭配，組合出多種舞台表演形式。觀眾席採馬蹄形座席安排，舞台前方可升降之樂團樂池總面積約為80平方公尺，可採完整樂團編制演奏大型歌劇等作品。

### 戲劇院
1209席。主要作為各種戲劇、舞蹈表演的演出空間，備有鏡框式以及三面式兩種舞台型式。單面鏡框式舞台搭配升降樂池，變化為突出式三面舞台，延伸進觀眾席。戲劇院同歌劇院，由大型電腦輔助運作，由荷蘭劇場顧問設計規劃，奧地利廠商Waagner-Biro進行施工及安裝。舞台前方配置有8組升降機及可拆卸活動座席，可自由的於突出式三面舞台、全觀眾席或部分觀眾席/部分樂池等型態間切換。三面舞台的右側區塊也另有三組升降平台，除了可配置為一般觀眾席位外，當舞台做突出式設置時，亦可轉為樂師演奏區，以保留傳統戲劇演出樂師與舞台表演者親近的特性。

### 音樂廳
座位1981席。採全臺灣唯一的葡萄園式座席設計，可讓不同高度位置的觀眾，享受同樣最佳的聲音與視野，觀眾席座椅環繞著舞台，使聽眾離舞台更近，親炙指揮與演奏家的魅力。主舞台由5列共15台升降樂池平台組成。舞台上方垂掛可升降式的音響反射板，可配合各類型音樂演出特性及不同樂團，規模採用分別距舞台面9公尺、14公尺、17.8公尺之三種預設位置，可視需要調整高度和角度，將最符合欣賞需求的聲音傳到觀眾的耳朵。
音樂廳的管風琴由德國百年歷史管風琴製造廠Johannes Klais Orgelbau承製，9,085支音管為全亞洲最大規模管風琴。外貌設計與音樂廳內裝風格融為一體，其主管風琴及回聲管風琴採不對稱配置。

### 表演廳
434席。為室內樂、獨奏及其他小型表演類型使用，可因應多元類型演出，調節室內吸音值，提供最佳的聲學效果。 型態上是傳統鞋盒型音樂廳的轉化，一道矮牆由觀眾席中央畫過，將表演廳轉成動態的不對稱鞋盒，同時提供了觀眾席前側的直接音反射。

### 榕樹廣場

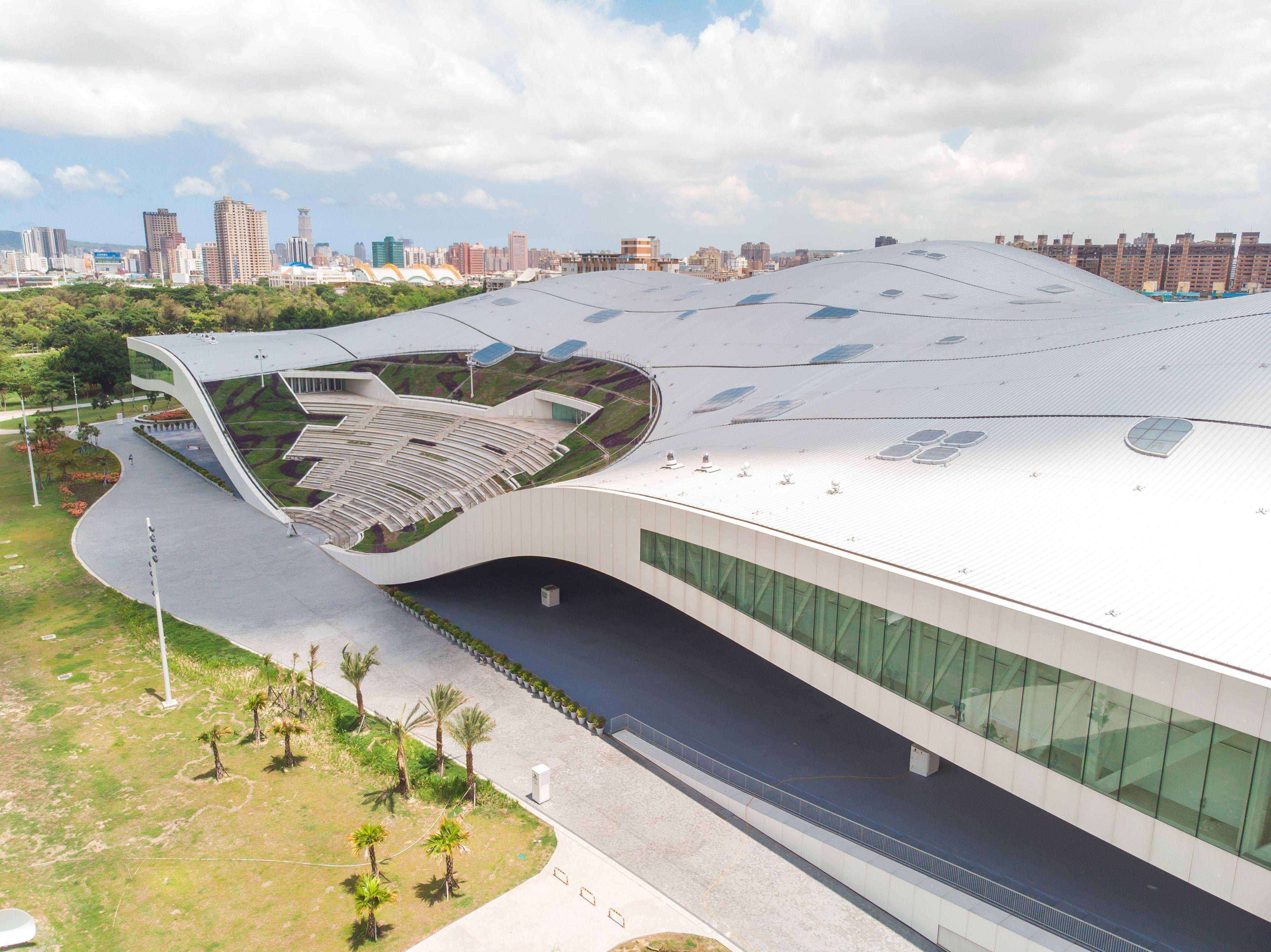
衛武營戶外空間

榕樹廣場是衛武營的半戶外公共空間，如樹穴般的連續曲面，結合造船技術的精密加彎工法建造，塑造榕樹下乘涼的空間意象。建築師法蘭韾．侯班以衛武營枝椏糾結，根鬚盤錯的老榕樹群為靈感來源，轉化為富有穿透感、呼吸節奏的廣場空間，也是整體建築的靈魂。

### 戶外劇場
坐落在建築南側，比鄰衛武營都會公園。以天空為幕，曲面結構從地面延伸至屋頂，並將風向與景觀納入設計思考。除了坐擁觀賞夕陽絕佳視野，開放式空間更能感受到薰風吹拂。無邊際的曲面線條與座席，打破一般演藝空間的設計，是讓眾人欣賞更多元性演出的非典型劇場空間。

## 其他空間

### 繪景工廠
繪景工廠是實驗性展演空間、黑盒子劇場，觀眾席依演出需求可排列不同面向形式配置，供小型表演活動使用。

### 展覽廳
展覽廳位於本場館三樓，面積有227坪，約可容納350人。本廳為無柱挑高空間，搭配自然採光的天井及LED全彩投射燈之照明，在隔間設計及使用氛圍上更具彈性；另設有多媒體電視播放系統及環繞音響喇叭，增加活動品質。

### 演講廳
演講廳位於本場館三樓，面積有78.7坪，約可容納100人。適合小型研討會、講習、會議、藝文展演等活動。

## 藝術平台

### 當代音樂平台
衛武營TIFA當代音樂平台為衛武營國際音樂節前身。於2019年舉辦，每年舉辦一次。2020年因新冠嚴重特殊傳染性肺炎（英語：Coronavirus disease 2019，縮寫：COVID-19）的影響停辦一次，直至2021年才復舉辦，2022年轉型為衛武營國際音樂節。該平台聚焦於當代音樂的作品的演出，目的是推廣當代音樂與提供音樂家與樂迷一個交流的舞台，並培育當代音樂人才。平台活動包含音樂演出、當代音樂論壇、創意實驗與實踐、培訓工作坊、創意講座與大師班。

### 臺灣舞蹈平台
【臺灣舞蹈平台】是衛武營國家藝術文化中心主辦的舞蹈藝術節，也是衛武營三大藝術平台之一，在2016年衛武營藝術季首次登場。首屆除演出外，也公開舉辦國際論壇，讓專家、學者、藝術家與喜愛舞蹈的人進行國際交流，探討當代舞蹈。希望能透過這個平台讓臺灣與全球舞蹈藝術連結更活絡。在2017年，更進一步與歐陸年輕編舞家網絡平台簽署四年合作計畫，互相推薦舞作，讓臺灣編舞家的作品能有國際交流的機會。如2016年臺灣舞蹈平台其中一檔節目《我知道的太多了》，是來自臺灣編舞家劉冠詳的創作，除了獲選2017第十五屆台新藝術獎外，也入選歐陸年輕編舞家網絡平台至丹麥交流演出。2018年第二屆臺灣舞蹈平台除了演出作品外，首次推出「放影像」計畫，播映類型包含藝術電影、劇情片、紀錄片、實驗舞蹈影像作品。2020年增加了影像展。

### 衛武營馬戲平台
衛武營馬戲平台是一個馬戲表演節目的平台，每年冬季舉行一次，除了馬戲技藝的展現，也站在支持新創、共製作品的立場，來推動國內外馬戲交流，並邀演國內外馬戲表演者，在衛武營廳院內或公共空間展演。培育馬戲人才、國際網絡機構合作與開發駐地發展計畫，從而逐步改善臺灣馬戲的生態。

## 外部連結
- 國家表演藝術中心 （页面存档备份，存于）
- 衛武營國家藝術文化中心 （页面存档备份，存于）（繁體中文）（英文）
- 衛武營國家藝術文化中心的Instagram帳戶
- 衛武營國家藝術文化中心的Facebook專頁
- YouTube上的衛武營國家藝術文化中心頻道 （页面存档备份，存于）
- National Kaohsiung Center for the Arts - mecanoo architecten （页面存档备份，存于）（英文）
- 衛武營國家藝術文化中心 - 高雄旅遊網 （页面存档备份，存于）
- 衛武營國家藝術文化中心 - 交通部觀光局 （页面存档备份，存于）